# RollerCoaster Tycoon 4 Mobile
RollerCoaster Tycoon 4 Mobile là một game mô phỏng xây dựng và quản lý do hãng On5, UAB phát triển và Atari phát hành năm 2014. Đây là một phần trong dòng game RollerCoaster Tycoon, phần thứ hai được phát hành cho thiết bị di động, sau khi Frontier Developments tạo bản port của RollerCoaster Tycoon 3 sang cho iOS. Người sáng tạo ban đầu của dòng game này, Chris Sawyer, không tham gia vào quá trình phát triển. Trò chơi ban đầu được phát hành dưới dạng phần mềm thương mại, nhưng sau trở thành free-to-play.

## Lối chơi
Người chơi, "Tycoon", có thể xây dựng và duy trì các trò chơi như đu quay thú nhún, xe điện đụng, tàu lượn siêu tốc và vòng đu quay. Tycoon có thể xây dựng các quầy thức ăn bán kem, bánh pizza, xúc xích, v.v. để kiếm tiền xây dựng những công trình trong tương lai. Quầy bán vé, cùng với nhà hàng bình dân, trung tâm giữ trẻ và cửa hàng lưu niệm, cùng những nơi khác, cũng đẻ ra tiền. Tàu lượn siêu tốc dễ dàng được tùy chỉnh hoặc chế tạo trước, làm bằng gỗ, thép, titan hoặc carbon và chỉnh sửa sau.
Tycoon phải liên tục bổ sung và duy trì các điểm hấp dẫn để thu hút Peeps, khách vui chơi trong game. Khi các chuyến tàu lượn bị hỏng, Peeps bắt đầu rời đi và mức độ Buzz của công viên, tỷ lệ phần trăm người yêu thích công viên, giảm xuống. Sửa chữa những tò chơi giải trí trong công viên sẽ làm tăng cấp độ Buzz và khiến Peeps quay trở lại. Kiếm tiền và hoàn thành nhiệm vụ giúp tạo thêm kinh nghiệm Tycoon, tiền hoặc vé, những đồ vật lưu niệm hiếm được sử dụng cho các mục đích giống như tiền xu thông thường. Mỗi khi hoàn thành một nhiệm vụ, một nhiệm vụ mới sẽ có phần thưởng khác nhau. Lên cấp kiếm tiền và vé và mở khóa các điểm tham quan mới. Ngày 9 tháng 1 năm 2016, nhà sản xuất đã thêm vào hai loại tàu lượn mới và xe trượt máng cùng với tùy chọn tạo công viên mới và xây dựng một đế chế lớn. Mọi người cũng có thể tham gia vào chế độ chiến dịch tương tự như các phiên bản trước đó.
Có hiệu lực từ tháng 10 năm 2020, có vẻ như sự hỗ trợ của công ty dành cho tựa game này đã chấm dứt do người chơi không còn tải được game nữa. Người dùng báo cáo rằng không thể truy cập vào phần chơi đã lưu của họ hoặc không thể vượt qua màn hình “nạp game”.

## Đón nhận
Trên Metacritic, game đạt số điểm là 35/100, từ 13 bài lời bình, cho thấy "các bài đánh giá thường không thuận lợi". Trò chơi đã bị chỉ trích vì các giao dịch vi mô, thời gian chờ quá nhiều và các tính năng bị loại bỏ khỏi các bản RollerCoaster Tycoon tiền nhiệm. Chris Schilling của Eurogamer còn chỉ trích phần âm nhạc, gọi đó là "tệ không thể chê vào đâu được", chấm cho game 1/10 điểm.